# De Dietrich Ferroviaire

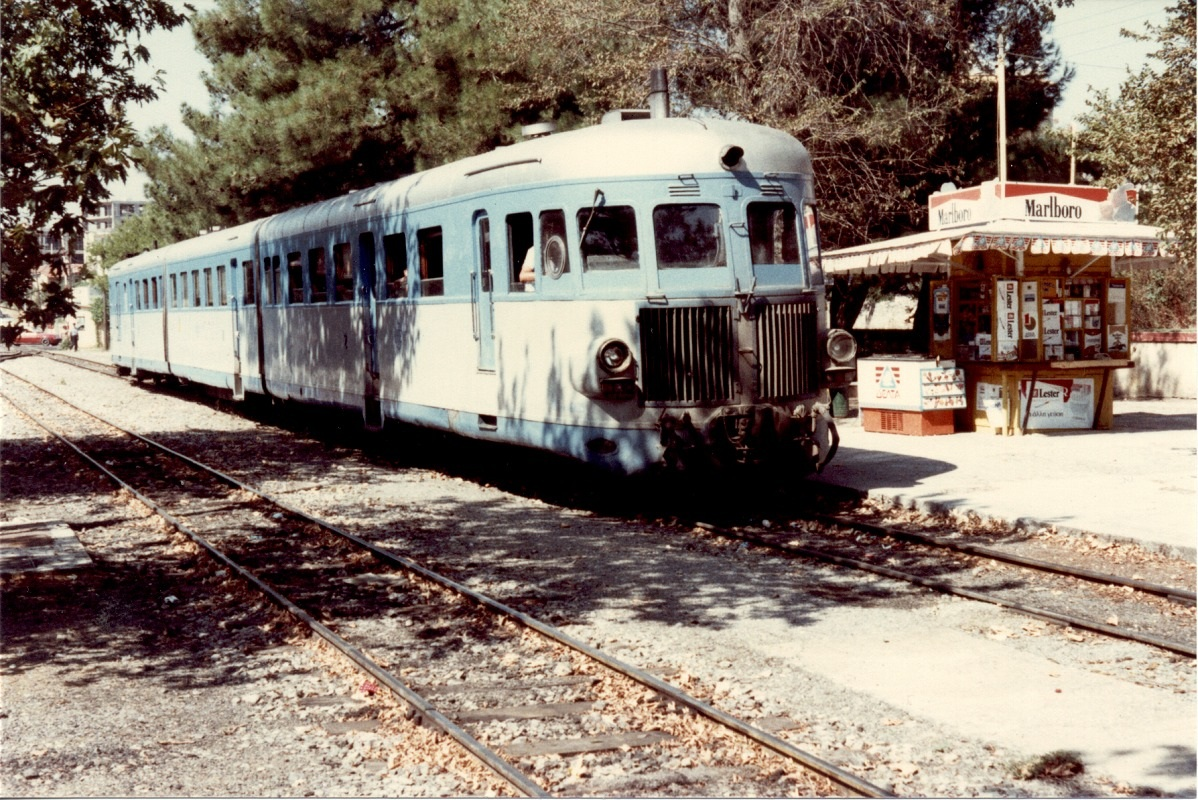
DeDietrich DMU 6405 bij het station van Tripolis

De Dietrich Ferroviaire is een fabrikant van spoorwegmaterieel in Reichshoffen, Frankrijk, die tussen 1995 en 2022 als Alstom DDF of Alstom Reichshoffen deel uitmaakte van het Alstom-concern, en daarna van CAF .
Het bedrijf werd in 1684 gesticht en was eigendom van de Elzasser familie De Dietrich.
De Dietrich Ferroviaire leverde onder andere de rijtuigen voor de Enterprise trein, die Dublin en Belfast in Ierland met elkaar verbindt. Het bedrijf maakte ook deel uit van het consortium, dat in opdracht van Deutsche Bahn en SNCF de dieselmotorrijtuigen ontwikkelde, die bij de DB als Baureihe 641 bekendstaan en bij de SNCF als X73500 en X73900 (ook "Walvis" genoemd). Voor de NS bouwde DDF in de jaren 90 tussenrijtuigen voor de IRM-treinstellen en 50 motorrijtuigen van het type mDDM voor de treinen van het type DDZ .
In 1995 verkreeg Alstom met 66,8% een meerderheidsbelang in De Dietrich Ferroviaire. Sindsdien wordt het bedrijf als Alstom DDF of met de plaatsnaam Reichshoffen aangeduid. Alstom heeft het bedrijf in 2021 verkocht aan Construcciones y Auxiliar de Ferrocarriles (CAF), dat vanaf 1 augustus 2022 bepaalde productlijnen  overneemt en hier produceert.
De fabriek bouwt onder andere de regionale treinen van het platform Coradia Polyvalent (door de Franse klanten Régiolis genoemd).